# Tetanura pallidiventris
Tetanura pallidiventris är en tvåvingeart som beskrevs av Fallen 1820. Tetanura pallidiventris ingår i släktet Tetanura och familjen kärrflugor. Arten är reproducerande i Sverige. Inga underarter finns listade i Catalogue of Life.